# 森元いと
森元 いと（もりもと いと、1853年8月15日?〈嘉永6年7月11日?〉 - 1970年〈昭和45年〉6月7日）は、長寿日本一とされていた兵庫県宍粟郡千種町の女性。ただしその長寿記録は老年学研究者団体ジェロントロジー・リサーチ・グループ (GRG) によって認定されていない。

## 来歴
伯耆国東伯郡上浅津村（その後鳥取県東伯郡浅津村大字上浅津を経て、現湯梨浜町上浅津）生まれ。明治元年、僧侶であった父とともに兵庫県宍粟郡西山村の教福寺に移住した。父が亡くなって以降も西山村（のちに千種町となり、現在では宍粟市の一部）に居住していた。生涯独身であった。
1967年9月役所が古い戸籍の整理を進めていたところ、戸籍の間違いが発覚したとして、1968年3月に明治6年(1873年)生まれから嘉永6年(1853年)生まれと訂正された。
1969年5月5日、116歳329日だった中村重兵衛（中村の記録もまたGRGには認定されていない）の死去に伴い、115歳8か月で長寿日本一となった。1970年6月7日に死去。1853年生まれであれば、116歳296日没であった。